# Momento angolare assiale della luce
Il momento angolare assiale della luce (MAA) è la componente del momento angolare della luce associata allo spin quantico e alla polarizzazione circolare o ellittica dell'onda.

## Introduzione

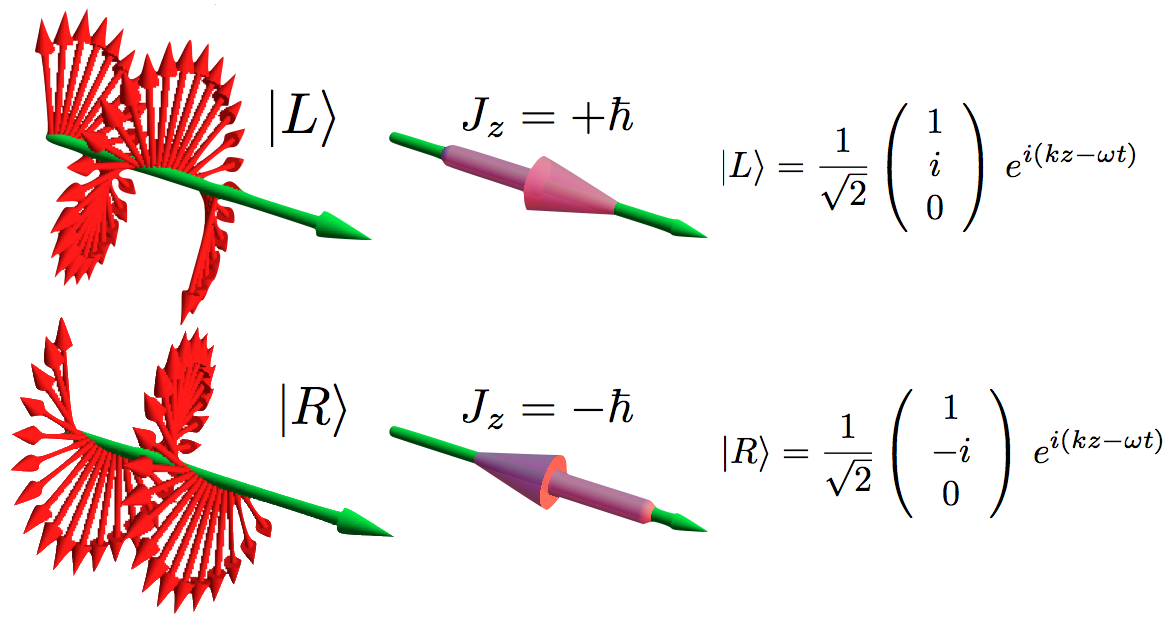
Polarizzazione circolare destra e sinistra e relativi momenti angolari associati

Le espressioni matematiche riportate a destra delle figure danno le tre componenti del campo elettrico, in notazione complessa, di un'onda piana polarizzata circolarmente che si propaga in direzione {\displaystyle z}  ({\displaystyle x} e {\displaystyle y} sono ortogonali alla direzione di propagazione). Adottando la convenzione dal punto di vista del ricevitore, al segno {\displaystyle \pm } viene assegnato il segno positivo (+) per le polarizzazioni circolari di sinistra e negativo (-) per le polarizzazioni circolari di destra (-). Il MAA è diretto lungo l'asse del raggio (parallelo se positivo, antiparallelo se negativo).
Si può considerare che un'onda elettromagnetica sia polarizzata circolarmente quando i suoi campi elettrici e magnetici ruotano continuamente attorno all'asse del raggio durante la propagazione. La polarizzazione circolare è sinistra ({\displaystyle L}) o destra ({\displaystyle R}) a seconda della direzione di rotazione del campo e anche a seconda della convenzione utilizzata: dal punto di vista della sorgente o del ricevitore. Entrambe le convenzioni sono utilizzate nella scienza a seconda del contesto ed in ottica viene più comunemente usata la convenzione dal punto di vista del ricevitore.
Quando un raggio di luce è polarizzato in modo circolare, ciascuno dei suoi fotoni trasporta un momento angolare assiale (MAA) di {\displaystyle \pm \hbar }, dove {\displaystyle \hbar } è la costante di Planck ridotta. La figura sopra mostra la struttura istantanea del campo elettrico di sinistra ( {\displaystyle L} ) e destra ( {\displaystyle R} ) luce polarizzata circolarmente nello spazio. Le frecce verdi indicano la direzione di propagazione.

## Espressione matematica
L'espressione generale per il momento angolare assiale (MAA) nel limite parassiale è
{\displaystyle \mathbf {S} =\epsilon _{0}\int \left(\mathbf {E} \times \mathbf {A} \right)\,d^{3}\mathbf {r} ,}
indicando con {\displaystyle \mathbf {E} } e {\displaystyle \mathbf {A} } rispettivamente il campo elettrico e il potenziale vettore magnetico, {\displaystyle \epsilon _{0}} è la permittività del vuoto utilizzando le unità di misura del SI.
Nel caso di onde monocromatiche:
{\displaystyle \mathbf {S} ={\frac {\epsilon _{0}}{2i\omega }}\int \left(\mathbf {E} ^{*}\times \mathbf {E} \right)\,d^{3}\mathbf {r} .}
In questa espressione si può notare, in particolare, che il MAA è diverso da zero quando la polarizzazione della luce è ellittica o circolare, mentre svanisce se la polarizzazione della luce è lineare.
Nella teoria quantistica del campo elettromagnetico, il MAA è una grandezza quantistica osservabile, descritto da un operatore corrispondente:
{\displaystyle \mathbf {S} =\sum _{\mathbf {k} }\hbar \mathbf {u} _{\mathbf {k} }\left({\hat {a}}_{\mathbf {k} ,L}^{\dagger }{\hat {a}}_{\mathbf {k} ,L}-{\hat {a}}_{\mathbf {k} ,R}^{\dagger }{\hat {a}}_{\mathbf {k} ,R}\right),}
dove {\displaystyle \mathbf {u} _{\mathbf {k} }} è il vettore unitario nella direzione di propagazione, {\displaystyle {\hat {a}}_{\mathbf {k} ,\pi }^{\dagger }} e {\displaystyle {\hat {a}}_{\mathbf {k} ,\pi }} sono rispettivamente gli operatori di creazione e annichilazione per i fotoni nella modalità k e nello stato di polarizzazione {\displaystyle \pi } .
In questo caso, per un singolo fotone il MAA può avere solo due valori (autovalori dell'operatore MAA):
{\displaystyle \mathbf {S} _{z}=\pm \hbar .}
Le corrispondenti autofunzioni che descrivono fotoni con valori quantizzati di MAA sono descritte come onde polarizzate circolarmente:
{\displaystyle |\pm \rangle ={\frac {1}{\sqrt {2}}}{\begin{pmatrix}1\\\pm i\end{pmatrix}}.}